# Caesio lunaris

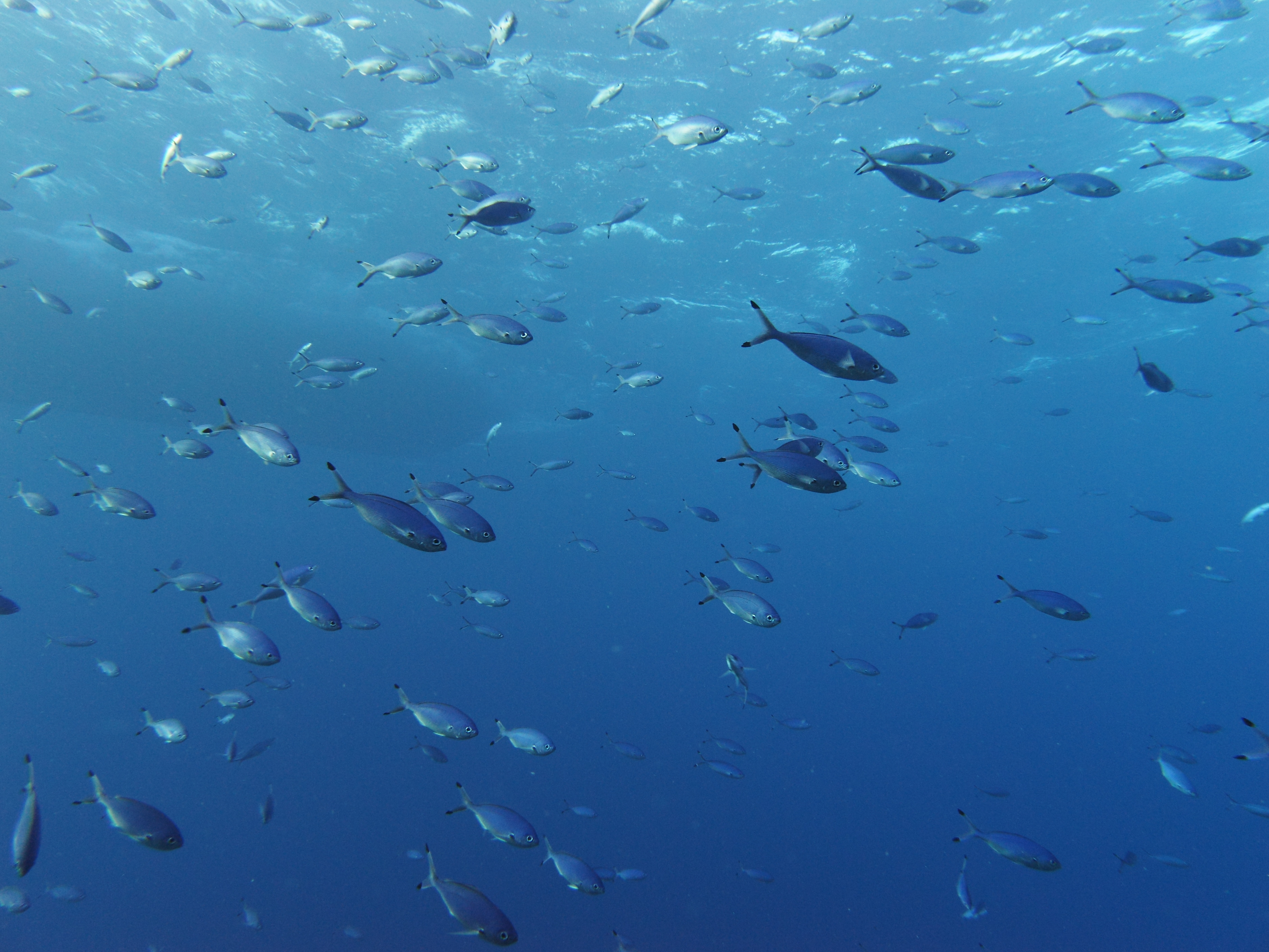
Зграя місячних фузилерів на Червоному морі, Єгипет

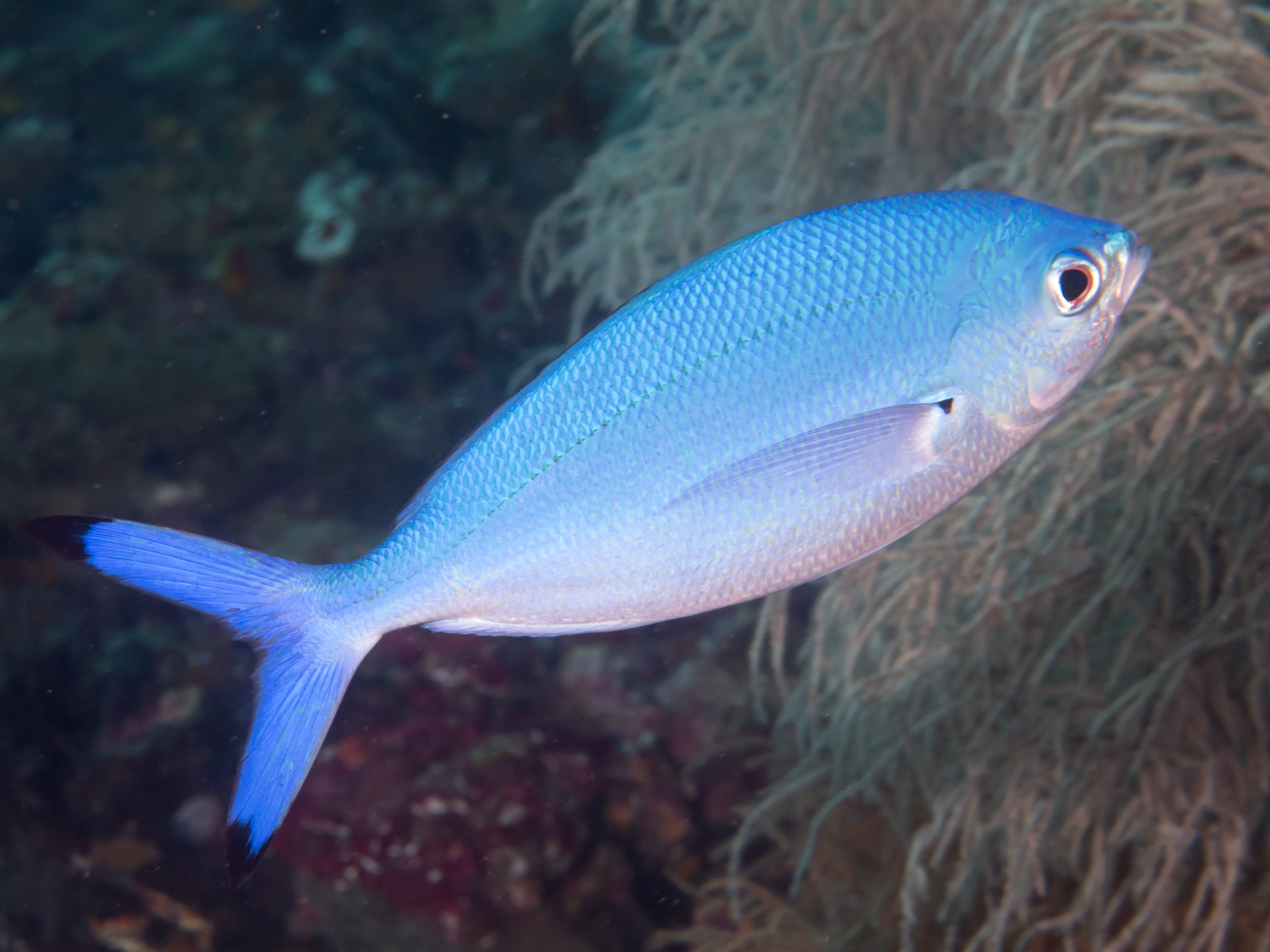
Місячний фузилер (Caesio lunaris)

Місячний фузилер (Caesio lunaris) — вид морської риби з родини Caesionidae.
Він дуже поширений у тропічних водах Індо / Західної частини Тихого океану, включаючи Червоне море. Розмір цієї риби може досягати 40 см у довжину.